# Thomas Berenbruch
 (mars 2025).
Thomas Berenbruch, né le 31 mai 2005 à Milan, est un footballeur italien qui évolue au poste de milieu de terrain à l'Inter Milan.

## Biographie

### Carrière en club
Né à Milan en Italie, Thomas Berenbruch est formé par l'AC Renate puis l'Inter Milan, où il commence sa carrière professionnelle avec l'équipe de Serie A après la préparation estivale de 2024, figurant alors régulièrement sur les feuilles de matchs de Simone Inzaghi en coupes et championnat,,,.
Il fait déjà alors partie des meilleurs jeune de son équipe, s'étant illustré en Primavera comme en Youth League, dans un parcours 2024-25 où l'Inter compte 100% de victoires,, notamment contre Manchester City (avec un doublé de Berenbruch),,, Arsenal ou encore Leipzig, jusqu'à un huitième de finale contre le FC Bayern, remporté aux tirs au but.
Il joue son premier match avec l'équipe première du club le 12 mars 2025, entrant en jeu lors du huitième de finale retour de Ligue des champions contre le Feyenoord Rotterdam, une victoire 2-1 qui qualifie les interistes pour le tour suivant,.

### Carrière en sélection
Berenbruch est international italien junior jusqu'à l'équipe des moins de 20 ans à partir d'octobre 2024,,.
il est également éligible pour représenter l'Allemagne, pays d'origine de son grand-père maternel.